# د برثدی مسکر
د برثدی مسکر (به انگلیسی: The Birthday Massacre; TBM) گروهٔ موسیقی راک است که در سال ۱۹۹۹ در لندن، انتاریو به‌وجود آمد و اکنون در تورنتو، انتاریو مستر می‌‎باشد.